# Labuhan Rasoki
Labuhan Rasoki is een bestuurslaag in het regentschap Padang Sidempuan van de provincie Noord-Sumatra, Indonesië. Labuhan Rasoki telt 1847 inwoners (volkstelling 2010).